# Brecht (Eifel)
Brecht település Németországban, Rajna-vidék-Pfalz tartományban. Lakosainak száma 198 fő (2023. december 31.).

## Népesség
A település népességének változása:
| Lakosok száma | 190  | 247  | 233  | 226  | 207  | 200  | 198  |
|               | 1975 | 2014 | 2017 | 2019 | 2021 | 2022 | 2023 |